# Tiro nos Jogos Olímpicos de Verão de 2012 - Pistola de ar 10 m masculino

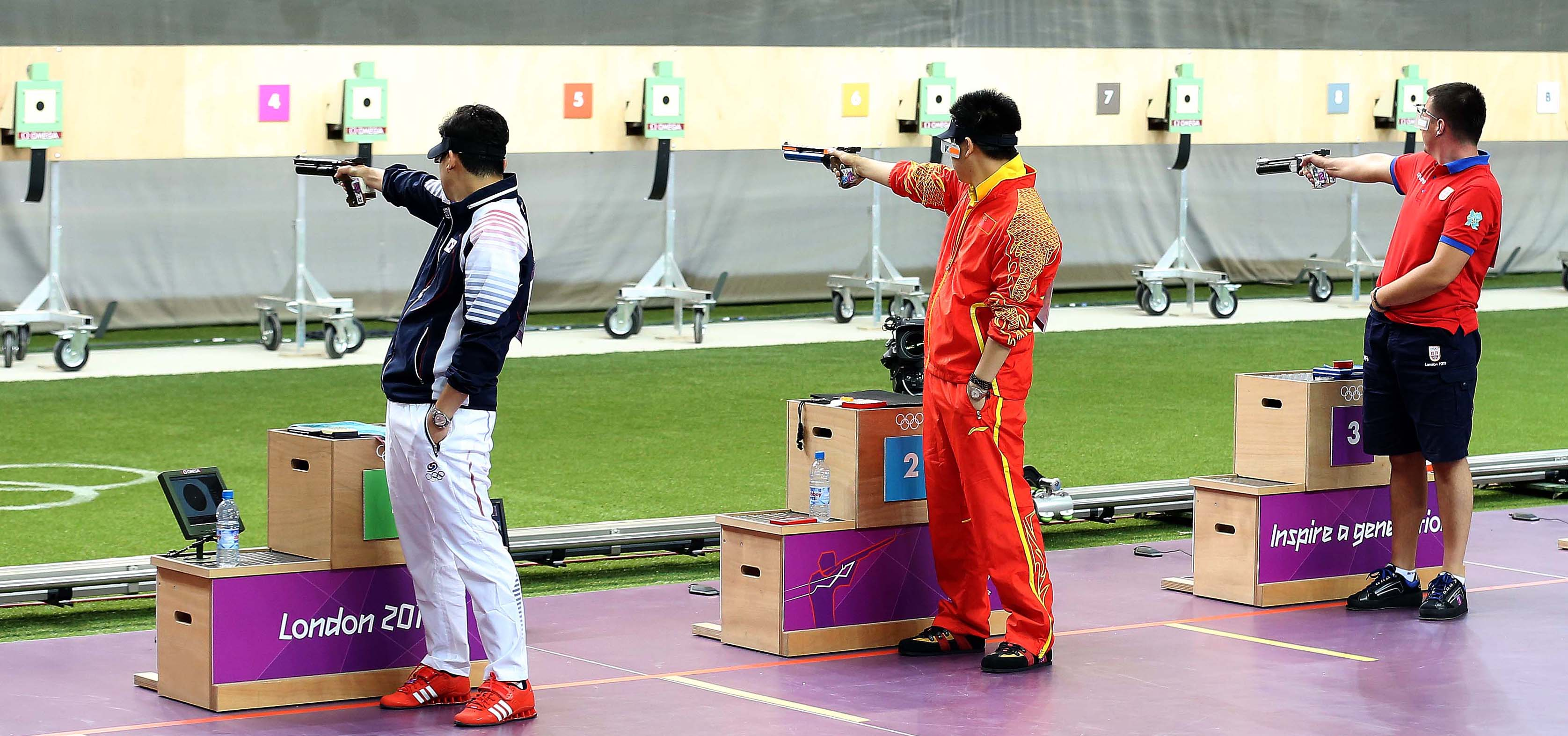
Atiradores durante a disputa da pistola de ar de 10 m.

A prova da pistola de ar 10 metros masculino do tiro nos Jogos Olímpicos de Verão de 2012 foi disputada no dia 28 de julho no Royal Artillery Barracks, em Londres.
44 atletas de 33 nações participam do evento. A competição consistiu de duas rodadas (uma de qualificação, e uma final). Na qualificação, cada atirador efetuou 60 disparos usando uma pistola de ar a uma distância fixa de 10 metros do alvo. Cada tiro vale de 1 a 10 pontos.
Os 8 melhores atiradores desta fase avançam à final. Nesta fase, os atiradores efetuam mais 10 disparos, que valem de 0.1 a 10.9.
A medalhista de ouro foi Jin Jong-oh, da Coreia do Sul. A medalha de prata foi para o italiano Luca Tesconi. O bronze foi para Andrija Zlatić, da Sérvia.

## Medalhistas
| Ouro   | KOR Jin Jong-oh    |
| Prata  | ITA Luca Tesconi   |
| Bronze | SRB Andrija Zlatić |

## Resultados

### Qualificação
| Pos. | Atleta                    | 1   | 2  | 3   | 4   | 5   | 6  | Total | Notas |
| ---- | ------------------------- | --- | -- | --- | --- | --- | -- | ----- | ----- |
| 1    | KOR Jin Jong-oh           | 99  | 98 | 96  | 98  | 99  | 98 | 588   | Q     |
| 2    | CHN Pang Wei              | 100 | 98 | 97  | 98  | 98  | 95 | 586   | Q     |
| 3    | SRB Andrija Zlatić        | 97  | 96 | 100 | 99  | 96  | 97 | 585   | Q     |
| 4    | ESP Pablo Carrera         | 98  | 99 | 96  | 100 | 96  | 96 | 585   | Q     |
| 5    | ITA Luca Tesconi          | 98  | 96 | 98  | 96  | 98  | 98 | 584   | Q     |
| 6    | UKR Oleh Omelchuk         | 97  | 98 | 98  | 98  | 96  | 96 | 583   | Q     |
| 7    | FIN Kai Jahnsson          | 97  | 99 | 97  | 95  | 96  | 99 | 583   | Q     |
| 8    | POR João Costa            | 97  | 97 | 99  | 98  | 96  | 96 | 583   | Q     |
| 9    | VIE Hoàng Xuân Vinh       | 98  | 95 | 97  | 95  | 100 | 97 | 582   |       |
| 10   | RUS Leonid Yekimov        | 94  | 98 | 95  | 99  | 97  | 99 | 582   |       |
| 11   | BLR Kanstantsin Lukashyk  | 97  | 96 | 98  | 98  | 96  | 97 | 582   |       |
| 12   | CHN Tan Zongliang         | 98  | 97 | 95  | 97  | 96  | 98 | 581   |       |
| 13   | JPN Tomoyuki Matsuda      | 98  | 94 | 97  | 97  | 97  | 98 | 581   |       |
| 14   | ISL Ásgeir Sigurgeirsson  | 97  | 96 | 97  | 98  | 96  | 96 | 580   |       |
| 15   | SVK Juraj Tužinský        | 95  | 96 | 99  | 98  | 95  | 97 | 580   |       |
| 16   | ARM Norayr Bakhtamyan     | 95  | 99 | 97  | 98  | 97  | 93 | 579   |       |
| 17   | SRB Damir Mikec           | 97  | 95 | 95  | 99  | 96  | 96 | 578   |       |
| 18   | FRA Franck Dumoulin       | 99  | 98 | 96  | 95  | 94  | 95 | 577   |       |
| 19   | UKR Denys Kushnirov       | 97  | 95 | 96  | 96  | 97  | 96 | 577   |       |
| 20   | ALB Arben Kucana          | 94  | 96 | 96  | 98  | 96  | 97 | 577   |       |
| 21   | SVK Pavol Kopp            | 97  | 94 | 95  | 98  | 95  | 97 | 576   |       |
| 22   | FRA Walter Lapeyre        | 96  | 95 | 96  | 96  | 98  | 94 | 575   |       |
| 23   | USA Daryl Szarenski       | 97  | 93 | 97  | 95  | 98  | 95 | 575   |       |
| 24   | TUR İsmail Keleş          | 98  | 93 | 96  | 96  | 96  | 96 | 575   |       |
| 25   | GER Florian Schmidt       | 95  | 98 | 95  | 96  | 95  | 96 | 575   |       |
| 26   | RUS Denis Koulakov        | 94  | 97 | 98  | 97  | 94  | 95 | 575   |       |
| 27   | TUR Yusuf Dikeç           | 92  | 95 | 95  | 98  | 96  | 99 | 575   |       |
| 28   | AUS Daniel Repacholi      | 95  | 98 | 96  | 95  | 97  | 94 | 575   |       |
| 29   | ITA Francesco Bruno       | 99  | 95 | 97  | 96  | 93  | 94 | 574   |       |
| 30   | BLR Yury Dauhapolau       | 96  | 93 | 97  | 95  | 94  | 96 | 571   |       |
| 31   | IND Vijay Kumar           | 94  | 95 | 94  | 97  | 97  | 93 | 570   |       |
| 32   | SUI Patrick Scheuber      | 97  | 95 | 96  | 96  | 91  | 94 | 569   |       |
| 33   | IRI Ebrahim Barkhordari   | 95  | 93 | 96  | 96  | 98  | 91 | 569   |       |
| 34   | USA Jason Turner          | 95  | 96 | 91  | 96  | 97  | 94 | 569   |       |
| 35   | KOR Choi Young-Rae        | 93  | 97 | 96  | 94  | 94  | 95 | 569   |       |
| 36   | TRI Roger Daniel          | 97  | 94 | 94  | 93  | 94  | 96 | 568   |       |
| 37   | THA Jakkrit Panichpatikum | 97  | 95 | 93  | 95  | 93  | 93 | 566   |       |
| 38   | EGY Karim Wagih           | 92  | 92 | 97  | 98  | 95  | 92 | 566   |       |
| 39   | MYA Maung Kyu             | 95  | 94 | 95  | 92  | 94  | 95 | 565   |       |
| 40   | KAZ Vyacheslav Podlesnyy  | 94  | 95 | 93  | 95  | 93  | 95 | 565   |       |
| 41   | MNE Nikola Šaranović      | 92  | 93 | 96  | 96  | 93  | 95 | 565   |       |
| 42   | GUA Sergio Sánchez        | 96  | 95 | 93  | 95  | 96  | 90 | 565   |       |
| 43   | ALG Fateh Ziadi           | 91  | 92 | 94  | 97  | 94  | 94 | 562   |       |
| 44   | TJK Sergey Babikov        | 90  | 96 | 94  | 95  | 94  | 93 | 562   |       |

### Final

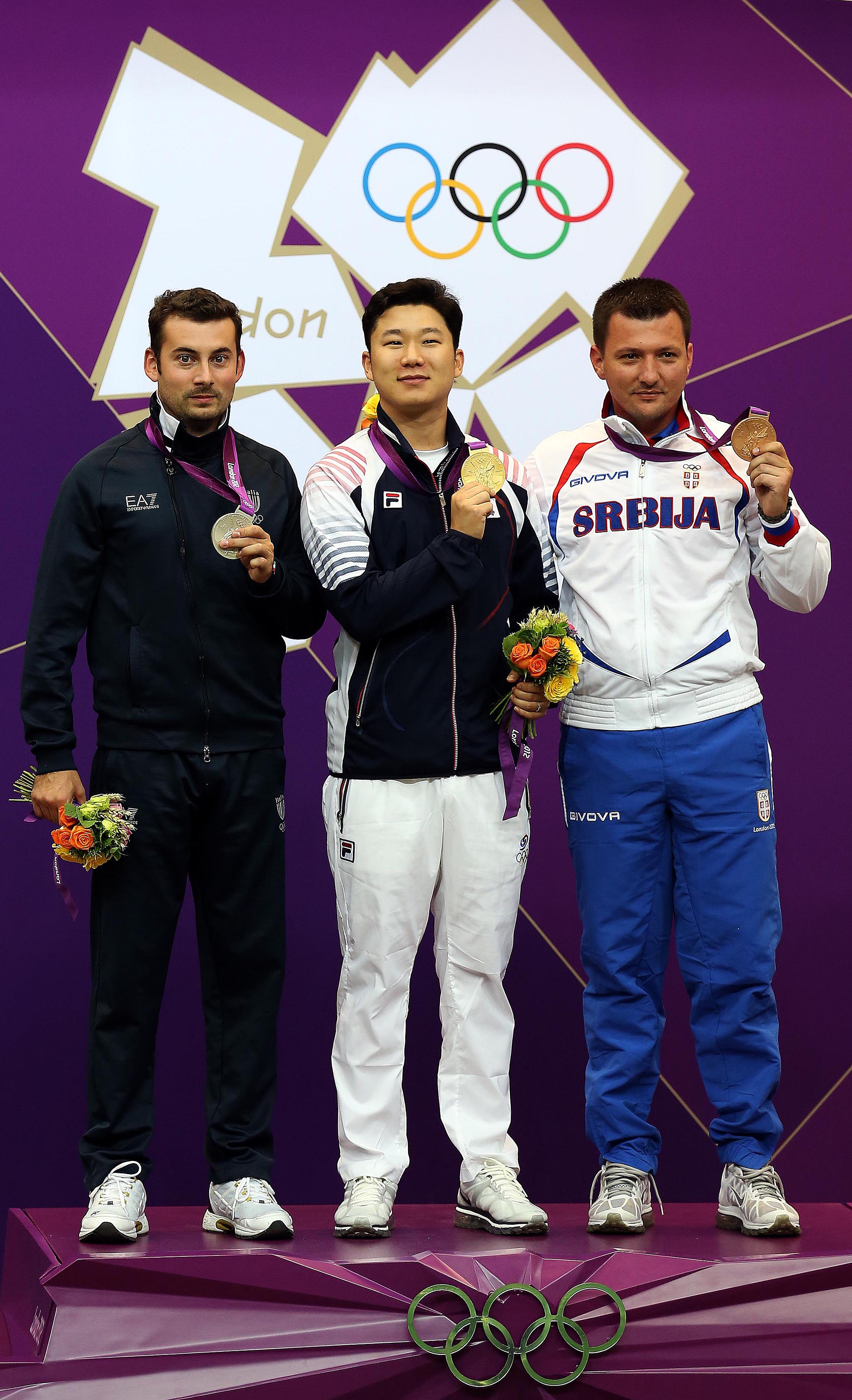
Medalhistas durante a cerimônia de premiação.

| Pos.              | Atleta             | Qual. | 1    | 2    | 3    | 4    | 5    | 6    | 7    | 8    | 9    | 10   | Final | Total | Notas |
| ----------------- | ------------------ | ----- | ---- | ---- | ---- | ---- | ---- | ---- | ---- | ---- | ---- | ---- | ----- | ----- | ----- |
| Medalha de ouro   | KOR Jin Jong-oh    | 588   | 10.6 | 10.5 | 10.4 | 10.1 | 10.4 | 9.3  | 9.0  | 9.4  | 9.7  | 10.8 | 100.2 | 688.2 |       |
| Medalha de prata  | ITA Luca Tesconi   | 584   | 10.5 | 9.6  | 10.7 | 9.6  | 9.3  | 10.7 | 10.7 | 10.5 | 10.5 | 9.7  | 101.8 | 685.8 |       |
| Medalha de bronze | SRB Andrija Zlatić | 585   | 10.0 | 9.8  | 9.2  | 10.3 | 9.8  | 10.6 | 10.5 | 9.5  | 10.3 | 10.2 | 100.2 | 685.2 |       |
| 4                 | CHN Pang Wei       | 586   | 10.0 | 9.1  | 10.3 | 9.8  | 10.4 | 10.3 | 9.4  | 9.4  | 10.0 | 9.0  | 97.7  | 683.7 |       |
| 5                 | UKR Oleh Omelchuk  | 583   | 10.4 | 10.1 | 10.3 | 10.5 | 10.0 | 10.5 | 10.5 | 8.5  | 9.5  | 10.3 | 100.6 | 683.6 |       |
| 6                 | ESP Pablo Carrera  | 585   | 10.6 | 10.4 | 9.2  | 10.1 | 10.0 | 8.9  | 10.3 | 9.1  | 9.9  | 9.8  | 98.3  | 683.3 |       |
| 7                 | POR João Costa     | 583   | 10.3 | 9.6  | 10.0 | 10.4 | 9.1  | 9.6  | 10.2 | 9.6  | 10.1 | 10.4 | 99.3  | 682.3 |       |
| 8                 | FIN Kai Jahnsson   | 583   | 8.7  | 9.3  | 8.8  | 9.1  | 10.2 | 10.3 | 10.4 | 9.7  | 9.7  | 9.9  | 96.1  | 679.1 |       |

Legenda
| Recorde mundial      | Recorde mundial (World record)               |                       | Recorde africano                      | Recorde africano (African) |                                           | Q | Classificado por posição (Qualified) |
| Recorde olímpico     | Recorde olímpico (Olympic record)            | Recorde da América    | Recorde da América (Americas)         | q                          | Classificado por melhor tempo (Qualified) |   |                                      |
| Melhor marca do ano  | Melhor marca do ano (World leading)          | Recorde asiático      | Recorde asiático (Asian)              | DNS                        | Não largou (Did not start)                |   |                                      |
| Recorde nacional     | Recorde nacional (National record)           | Recorde europeu       | Recorde europeu (European)            | DNF                        | Não terminou (Did not finish)             |   |                                      |
| Recorde pessoal      | Recorde pessoal do atleta (Personal best)    | Recorde da Oceania    | Recorde da Oceania (Oceania)          | DSQ / DQ                   | Desclassificado (Disqualified)            |   |                                      |
| Recorde da temporada | Recorde da temporada do atleta (Season best) | Recorde sul-americano | Recorde sul-americano (South America) | NM                         | Sem marca (No mark)                       |   |                                      |